# Collevecchio (Montorio al Vomano)
Collevecchio è una località appartenente al territorio del comune di Montorio al Vomano, in provincia di Teramo. 

## Geografia fisica
Collevecchio sorge sulla collina di Colle Croce, sito a circa 10 km da Teramo e a 3 km dal capoluogo di comune.
A circa 1 km vi è la strada statale 80 del Gran Sasso d'Italia, la strada che collega Giulianova sulla costa adriatica con L'Aquila.

## Storia
Collevecchio ebbe importanza storica tant'è che il vescovo di Teramo usava fregiarsi del titolo di Barone di Collevecchio.
Le prime notizie ufficiali su Collevecchio sono relative all'anno 894 quando il vescovo di Teramo Giovanni I, facendo scambi di territorio con il conte aprutino Adelberto, citava nei documenti il Monastero di Santa Maria, che si pensa potesse trovarsi nel territorio di Collevecchio.
Nell'anno 1813 Collevecchio perdeva la sua autonomia e veniva annessa a Montorio al Vomano. Nel censimento del 1881 la località contava solo 42 abitanti. 
L'edificio della scuola elementare di Collevecchio risale agli inizi del Novecento. La strada che dalla ex statale Teramo-Montorio (ora declassata a strada provinciale) risale al paese, è stata asfaltata nella metà degli anni sessanta del novecento. L'acqua fu portata nell'anno 1935, in seguito alla costruzione dell'Acquedotto del Ruzzo, costruito dall'impresa Massimo Del Fante.
Recentemente l'antico borgo si è in parte spopolato. Gli abitanti si sono spostati verso il bivio con il vecchio tracciato della statale 80 dove sono sorte nuove case. Molti abitanti si sono spostati a Teramo o emigrati altrove. A circa due chilometri, in direzione di Teramo, sorge una fabbrica di liquori realizzata dalla famiglia Paesani che produce il famoso “Amaro Gran Sasso”.

## Chiesa
Il patrono di Collevecchio è san Sebastiano. La chiesa di San Sebastiano si trova dentro il paese. Si suppone che questa chiesa dipendesse dal monastero di Santa Maria posto a valle. Era infatti pratica comune che i monasteri possedessero anche un castello posto sulle alture viciniori dove, in caso di pericolo, ci si potesse rifugiare. Questo modo di fare fu attuato dopo le invasioni saracene del secolo IX. Il castello di Collevecchio fu costruito proprio a tale scopo.
Avendo i monaci bisogno di una chiesa, oltre al castello fu costruita anche la chiesa di San Sebastiano che il papa Anastasio IV avrebbe detta monacale "Monasterium S. Sebastiani in Gomano". Nella contrada San Sebastiano forse sorgeva una cappella dedicata al santo. Le antiche campane di Collevecchio si trovano nella chiesa di San Michele di Colledonico, località non molto distante.
Le attuali campane sono abbastanza recenti e la più antica reca la data 1870. La stessa fu fusa dalla ditta Della Noce di Penna Sant'Andrea. All'interno vi è inciso: "Fideles voco-Festas honoro-Mortuos ploro-Tempestates fugo-1870 Della Noce T". Sulla campana mezzana è riportata la data del 1914 e sembra che la campana più piccola sia dello stesso anno.
La chiesa ha subìto diversi restauri. Nel 1857 dall'abate don Paolo Cesj, nativo di Teramo, con il contributo della popolazione. Nel 1900 un altro restauro ne ridusse le dimensioni. Dai racconti pare emergere che in quella data fu murata nelle fondamenta una pietra con inciso l'anno mille.
Nel 1931-1932 la chiesa è stata abbellita con altari e con una balaustrata marmorei. Nel 1942, su interesse dell'insegnante Angiolina Di Salvatore in Sabatini, furono raccolte offerte e fu realizzato un altare in marmo dedicato a san Gabriele dell'Addolorata. La chiesa di San Sebastiano è ad un'unica navata.

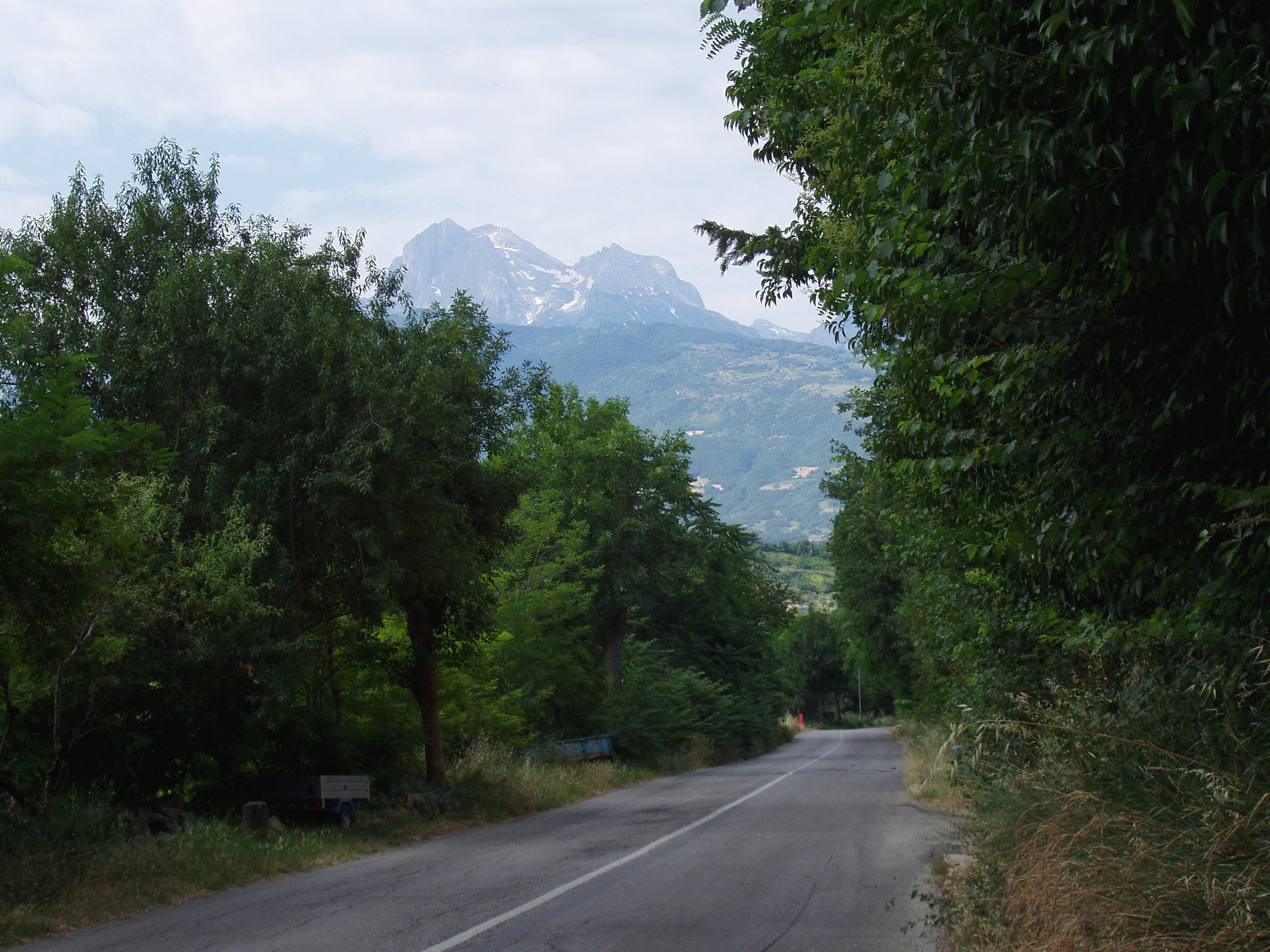
Il ramo dismesso della ex Statale 80 oggi Strada provinciale, da Collevecchio a Frondarola, adatta al cicloturismo

## Piane di Collevecchio
L'antica Collevecchio sembra sorgesse dove oggi si trova la località Piane di Collevecchio.
Nel 1989 furono rinvenute sorgenti di acque salse e sulfuree che il Ministero ha riconosciuto “acqua termale”. Si sta pensando di costruire un centro termale che potrebbe avere riflessi turistici e occupazionali.
A Piane di Collevecchio si tiene in debita considerazione il mulino ad acqua di proprietà degli eredi Salvi Rocco, costruito nel 1867 da Giuseppe, Angelo e Francesco Salvi. Il mulino fu utilizzato fino al 1962. Attualmente viene utilizzato per visite scolastiche.

### Chiesa di Piane di Collevecchio
L'antica chiesa monacale di Santa Maria si trovava in un profondo avvallamento lungo il Fosso dello Zolfo. La costruzione doveva sorgere tra alte ripe, quasi alla confluenza del fosso con il fiume Vomano. Nella zona vi è infatti una contrada che si chiama Santa Maria, o secondo alcuni San Martino. Non rimangono tracce della chiesa a causa dell'erosione dei due corsi d'acqua ma gli anziani della zona raccontano dell'esistenza di questa chiesa. Scavando, si dice siano stati ritrovati preziosi oggetti che hanno fatto la fortuna degli scopritori.
Intorno al 1927 su interessamento dell'architetto Pio Ferretti fu costruita la chiesetta dedicata a Sant'Emidio. Pio era uno dei fratelli del sacerdote don Gregorio Ferretti, ucciso dai partigiani il 24 maggio 1944. Gli abitanti raccontano che Gregorio fosse un uomo di profonda cultura e di grandissima bontà d'animo. Non sapeva negare gli aiuti che gli venivano richiesti, senza fare distinzione di partiti o di ideologie.
Poiché in passato aveva mostrato simpatia per il tramontato regime, fu invitato da vari amici a nascondersi. Rifiutò di farlo in quanto in coscienza non aveva nulla da rimproverarsi e gli sembrava una viltà nascondersi. Una sera alcuni partigiani si recarono nella sua abitazione, posta appena sotto il paese in direzione di Collevecchio, e gli chiesero qualcosa da mangiare e anche un po' di soldi. Don Gregorio ne diede loro con la sua normale generosità.
Quando fu ora di andarsene, quegli uomini lo invitarono ad uscire con loro, ed appena fuori casa estrassero delle pistole e lo uccisero. I nomi dei colpevoli pare fossero conosciuti dalla gente del posto ma nessuno ha voluto mai pronunciarli pubblicamente. Il suo nome è inserito nel libro: * Roberto Beretta, Storia dei preti uccisi dai partigiani, collana Religione, Piemme, 2005. pp. 319 ISBN 88-384-8459-7

### Tradizioni di Piane di Collevecchio
Tra le tradizioni in uso a Piane di Collevecchio vi sono il "Sant'Antonio": gruppi di giovani si travestono con costumi tipici e vanno di casa in casa a cantare canzoni chiedendo in cambio donazioni in natura (salsicce, formaggio, uova).
Un gioco tradizionale è quello della "rutula" (ruzzola) consistente nel lancio di pizze di formaggio (solo in passato) o forme similari in legno o gomma, per mezzo di un laccio avvolto intorno alla circonferenza. Il gioco è ancora praticato e recentemente è stato qui svolto un Campionato italiano.            
Il patrono di Piane di Collevecchio è Sant'Emidio.